# Bezhanitsky (huyện)
Huyện Bezhanitsky (tiếng Nga: ? райо́н) là một huyện hành chính tự quản (raion), của Tỉnh Pskov, Nga. Huyện có diện tích 3703 kilômét vuông. Trung tâm của huyện đóng ở Bezhanitsy.